# Theudigisel
Theudigisel was de koning van de Visigoten van 548 tot 549.

## Levensloop
Theudigisel was een krijgsheer toen de Frankische koningen Chlotarius I en Childebert I het Visigotische Rijk in 541 aanvielen. Na de moord op koning Theudis in 548 werd Theudigisel door een deel van de hofhouding tot koning uitgeroepen. Een ander deel was het er niet mee eens en minder dan een jaar later werd Theudigisel vermoord.
Volgens geschiedschrijver Gregorius van Tours werd hij tijdens een banket doodgestoken. Agila I werd tot nieuwe leider uitgeroepen. 